# Iglesia de San Lorenzo (Icazteguieta)
La iglesia de San Lorenzo es un inmueble de la localidad española de Icazteguieta, en la provincia de Guipúzcoa.

## Descripción
El edificio se encuentra en la localidad española de Icazteguieta, perteneciente a la provincia de Guipúzcoa, en la comunidad autónoma del País Vasco. Se menciona como iglesia parroquial del lugar en el Diccionario histórico-geográfico-descriptivo de los pueblos, valles, partidos, alcaldías y uniones de Guipúzcoa (1862) de Pablo de Gorosábel, donde aparece descrita con las siguientes palabras:

La iglesia parroquial, que está algo apartada del cuerpo de la villa, es de la advocacion de San Lorenzo; la cual se halla servida por un rector. El patronato de ella corresponde á la misma villa; cuyos propietarios de casas, ya sean vecinos de ella ó forasteros, proveen las vacantes. No todo el vecindario pertenece á esta parroquia; pues el barrio de Ergoyena es feligresia de la villa de Legorreta.
(Gorosábel, 1862, pp. 226-227)